# セッラペトローナ
セッラペトローナ（伊: Serrapetrona）は、イタリア共和国マルケ州マチェラータ県にある、人口約900人の基礎自治体（コムーネ）。

## 地理

### 位置・広がり
マチェラータ県のコムーネ。県都マチェラータから西南西へ26kmの距離にある。

#### 隣接コムーネ
隣接するコムーネは以下の通り。
- ベルフォルテ・デル・キエンティ
- カルダローラ
- カメリーノ
- カステルライモンド
- サン・セヴェリーノ・マルケ
- トレンティーノ

### 気候分類・地震分類
セッラペトローナにおけるイタリアの気候分類 (it) および度日は、zona E, 2213 GGである。
また、イタリアの地震リスク階級 (it) では、zona 2 (sismicità media) に分類される。

## 行政

### 分離集落
セッラペトローナには、以下の分離集落（フラツィオーネ）がある。
- Borgiano, Caccamo sul Lago, Castel San Venanzo, Villa d'Aria